# جويل بروكس
جويل بروكس (بالإنجليزية: Joel Brooks)‏ (و. 1949 – م) هو ممثل، وممثل تلفزيوني، وممثل أفلام، من الولايات المتحدة الأمريكية، ولد في مدينة نيويورك.

## وصلات خارجية
- جويل بروكس على موقع IMDb (الإنجليزية)
- جويل بروكس على موقع ألو سيني (الفرنسية)
- جويل بروكس على موقع ميوزك برينز (الإنجليزية)
- جويل بروكس على موقع أول موفي (الإنجليزية)
- جويل بروكس على موقع قاعدة بيانات الأفلام السويدية (السويدية)
- جويل بروكس على موقع إن إن دي بي (الإنجليزية)
- جويل بروكس على موقع قاعدة بيانات الفيلم (الإنجليزية)
- جويل بروكس على موقع كينوبويسك (الروسية)